# Marcus Vergilius Gallus Lusius
Marcus Vergilius Gallus Lusius (vollständige Namensform Marcus Vergilius Marci filius Teretina Gallus Lusius) war ein um Christi Geburt lebender Angehöriger des römischen Ritterstandes (Eques). Durch eine Inschrift, die auf 14/37 n. Chr. datiert wird, sind einzelne Stationen seiner Laufbahn bekannt. Seine Laufbahn ist in der Inschrift in aufsteigender Reihenfolge wiedergegeben.
Die Laufbahn des Gallus Lusius beginnt in der Inschrift mit dem Rang des Primus Pilus in der Legio XI Claudia. Danach übernahm er als Präfekt die Leitung der Cohors Ubiorum. Er erhielt von Augustus und Tiberius folgende militärische Auszeichnungen: zweimal eine Hasta pura sowie Coronae aureae. Im Anschluss wurde er zunächst für drei Jahre Praefectus fabrum und danach Tribun einer Cohors prima. Zum Abschluss seiner Laufbahn übernahm er den Posten des Idiologus in der Provinz Aegyptus.
Gallus Lusius war in der Tribus Teretina eingeschrieben. Er stammte aus Venafrum, dem heutigen Venafro, wo auch die Inschrift gefunden wurde. In seiner Heimatstadt wurde er zweimal Duovir und außerdem noch Pontifex. Seine Tochter Lusia Marci filia Paullina war mit Sextus Vettulenus Cerialis, einem Senator, verheiratet.